# کلوین یبوآه
کلوین یبوآه (انگلیسی: Kelvin Yeboah؛ زادهٔ ۶ مهٔ ۲۰۰۰) بازیکن فوتبال است.
از باشگاه‌هایی که در آن بازی کرده‌است می‌توان به اشاره کرد.
وی همچنین در تیم ملی فوتبال زیر ۲۱ سال ایتالیا بازی کرده‌است.